# Жозеф Боссі
Жозеф Боссі (фр. Joseph Bossi, 27 серпня 1911 — дата смерті невідома), також відомий як Джузеппе Боссі (італ. Giuseppe Bossi) — швейцарський футболіст, що грав на позиції лівого крайнього нападника, зокрема, за клуби «Лозанна», «Берн», «Янг Фелловз», «Парі», «Ла-Шо-де-Фон», «Базель», а також національну збірну Швейцарії.

## Клубна кар'єра
У футболі дебютував 1933 року виступами за команду «Лозанна», в якій провів один сезон. 
Своєю грою за цю команду привернув увагу представників тренерського штабу клубу «Берн», до складу якого приєднався 1934 року. Відіграв за команду з Берна наступний сезон своєї ігрової кар'єри.
Виступав у складі клубу «Янг Фелловз Цюрих» у найкращому сезоні в його історії 1935—1936. «Янг Фелловз» став другим у чемпіонаті, а також виграв Кубок Швейцарії. У півфіналі клуб з Цюриха переміг «Янг Бойз» з рахунком 4:1, а у фіналі обіграв «Серветт» — 2:0.
Влітку 1936 року брав участь в Кубку Мітропи. Швейцарські клуби вперше отримали запрошення виступити в турнірі, розпочинали свій шлях в кваліфікаційному раунді і всі четверо представників не змогли пройти далі. «Янг Фелловз» зустрічався з угорським клубом «Фебуш» і без шансів двічі програв 0:3 і 2:6.
1936 року перейшов до клубу «Парі». У складі «Парі» був одним з головних бомбардирів команди, маючи середню результативність на рівні 0,53 голу за гру першості. Після повернення в Швейцарію, грав у клубах «Ла-Шо-де-Фон» і «Базель».

## Виступи за збірну
1933 року дебютував в офіційних матчах у складі національної збірної Швейцарії. Протягом кар'єри у національній команді, яка тривала 2 роки, провів у її формі 4 матчі, забивши 2 голи.
У складі збірної був учасником чемпіонату світу 1934 року в Італії, де зіграв проти Нідерландів (3-2).
| Дата            | Місто     | Господарі  | Результат | Гості     | Турнір                             | Голи | Примітки |
| --------------- | --------- | ---------- | --------- | --------- | ---------------------------------- | ---- | -------- |
| 03 грудня 1933  | Флоренція | Італія     | 5 – 2     | Швейцарія | Кубок Центральної Європи 1933—1935 | 1    |          |
| 11 березня 1934 | Париж     | Франція    | 0 – 1     | Швейцарія | товариський матч                   | -    |          |
| 25 березня 1934 | Генуя     | Швейцарія  | 2 – 3     | Австрія   | Кубок Центральної Європи 1933—1935 | 1    |          |
| 27 травня 1934  | Мілан     | Нідерланди | 2 – 3     | Швейцарія | ЧС 1934 - 1-й етап                 | -    |          |
| Усього          |           | Матчів     | 4         |           | Голів                              | 2    |          |

## Статистика виступів

### Статистика виступів у Кубку Мітропи
| №                      | Розіграш               | Стадія                 | Дата та місце проведення | Команда 1              | Рахунок | Команда 2   | Голи |
| ---------------------- | ---------------------- | ---------------------- | ------------------------ | ---------------------- | ------- | ----------- | ---- |
| 1                      | 1936                   | кв. раунд              | 07.06.1936 Цюрих         | Янг Фелловз            | 0:3     | Фебуш       |      |
| 2                      | 1936                   | кв. раунд              | 14.06.1936 Будапешт      | Фебуш                  | 6:2     | Янг Фелловз |      |
| Всього в Кубку Мітропи | Всього в Кубку Мітропи | Всього в Кубку Мітропи | Всього в Кубку Мітропи   | Всього в Кубку Мітропи | 2       |             | 0    |

## Титули і досягнення
- Срібний призер чемпіонату Швейцарії (1):

«Янг Фелловз»: 1935-1936
- Володар Кубка Швейцарії (1):

«Янг Фелловз»: 1935-1936